# Xavier Guamán
Xavier Humberto Guamán Cajamarca (* Guayaquil, provincia del Guayas, Ecuador, 1 de julio de 1986) es un exfutbolista ecuatoriano, que jugaba de Guardameta. Su último equipo fue el ya desaparecido Club Deportivo Azogues

## Trayectoria
Se inició en las categorías menores del Club Sport Emelec. Fue parte de la Selección de Ecuador Sub 17 en el Campeonato Sudamericano Sub-17 de 2003 disputado en Bolivia. El año 2004 en la sub-18 de Emelec anotó un gol.
El 2005, teniendo 19 años, fue prestado por unos meses al Calvi FC de segunda categoría para ganar experiencia. Posteriormente retornó a Emelec, club en el que el 2006, teniendo 20 años debutó en primera división. Entre el 2006 y el 2008 en Emelec tapó 16 partidos en la Serie A de Ecuador. 
El 2009 fue suspendido 2 años por salir positivo en un control de dopping. Esos dos años además de dedicarse a otros asuntos, no perdió ritmo de tapar, ya que fue guardameta en partidos barriales y formó parte del proyecto "Casa de la Juventud” de la Gobernación del Guayas, encargándose de entrenar a los aspirantes a guardametas.
Luego de cumplir su sanción tuvo un paso por el Deportivo Azogues en el 2011. en el cual dio su retirada deportiva

## Clubes
| Club              | País    | Año       |
| ----------------- | ------- | --------- |
| Emelec            | Ecuador | 2002-2005 |
| Calvi FC          | Ecuador | 2005      |
| Emelec            | Ecuador | 2005-2009 |
| Deportivo Azogues | Ecuador | 2011      |